# Rabalderstræde Forever
Rabalderstræde Forever er et opsamlingsalbum med musik fra hele Gasolin's karriere. Det udkom i 1990.

## Spor
1. "Langebro"
2. "På banen (Derudaf)"
3. "Det var Inga, Katinka og smukke Charley på sin Harley"
4. "Se din by fra tårnets top"
5. "Kap Farvel til Umanarssuaq"
6. "Rabalderstræde"
7. "Kvinde min"
8. "Pilli Villi"
9. "Stakkels Jim"
10. "Længes hjem"
11. "Sirenesangen"
12. "Kloden drejer stille rundt"
13. "Pas på svinget i Solrød"
14. "U-lu-la-lu"
15. "Masser af succes"
16. "Get On The Train"
17. "Strengelegen"
18. "Hva' gør vi nu, lille du"
19. "Jumbo nummer nul"
20. "Det bedste til mig og mine venner"
21. "Som et strejf af en dråbe"